# Nicolaos Platon
Nicolaos Platon (em grego: Νικόλαος Πλάτων; Cefalônia, 8 de janeiro de 1909 — Atenas, 28 de março de 1992) foi um renomado arqueólogo grego. Foi o descobridor do palácio minoico de Cato Zacro em Creta. Apresentou um dos dois sistemas de cronologia relativa usados por arqueólogos para a história minoica. É baseado no desenvolvimento dos complexos arquitetônicos conhecidos como "palácios" de Cnossos, Mália, Festo e Cato Zacro, e divide o período minoico em pré-palaciano, protopalaciano, neopalaciano e pós-palaciano. O outro sistema é baseado em estilos de cerâmica, como sugerido por Arthur Evans.